# نقاط وارسی

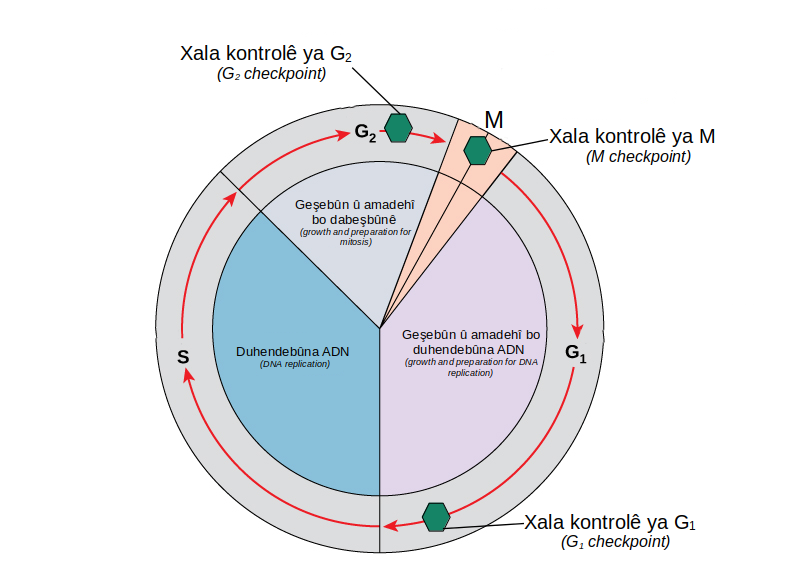
نقاط وارسی تضمین می‌کنند که یاخته به اندازۀ کافی رشد کرده است، همانندسازی دنا به درستی انجام شده است، و کروموزوم‌ها به درستی تقسیم شده‌اند.

نُقاطِ وارَسی چرخۀ یاخته‌ (به انگلیسی: cell cycle checkpoints) سازوکاری کنترلی در یاخته‌های یوکاریوتی برای اطمینان از درستی و کارایی مرحله‌های چرخهٔ یاخته می‌باشد و گذر یاخته را از یک مرحله به مرحلهٔ دیگر چرخه کنترل می‌کند. نقاط وارسی در اصل مجموعه‌ای از پروتئین‌های تنظیم‌کننده هستند.
یکی از کارکردهای بسیار مهم نقاط وارسی کنترل این امر است که آیا دنا در طی همانندسازی آسیب (جهش) پیدا کرده‌است یا خیر. در صورتی که جواب مثبت باشد سیگنال‌هایی ایجاد می‌شود و جلوی ادامۀ روند چرخه را می‌گیرد تا اینکه آسیب برطرف شود و در غیر این‌صورت یاخته تقسیم نمی‌شود و اگر یاخته نتوانست آن را اصلاح کند غالباً فرایند آپوپتوز (خزان یاخته‌ای) اجرا می‌شود و یا تبدیل به یک تومور می‌شود.

## وقفۀ یکم
اولین نقطهٔ وارسی در انتهای مرحلهٔ G1 (نخستین مرحلۀ رشد) قرار دارد دقیقاً پیش از ورود به مرحلهٔ S (سنتز) و تصمیم می‌گیرد که آیا یاخته تقسیم شود، کمی به‌تأخیر بیفتد یا اینکه به مرحلهٔ استراحت (فاز G0) وارد شود. بسیاری از یاخته‌ها در مرحلهٔ G0 باقی می‌مانند.
همچنین در این وقفه (دی‌ان‌ای) بررسی می‌شود و اگر آسیب دیده باشد و اصلاح نشود؛ فرایندهای آپوپتوز اجرا می‌شود.

## وقفۀ دوم
دومین نقطهٔ وارسی در انتهای G2 (دومین مرحلۀ رشد) واقع است و بسیاری از موارد را کنترل می‌کند و اجازهٔ ورود سلول را به مرحلهٔ میتوز می‌دهد یا اینکه یاخته را متوقف می‌کند.

## وقفۀ سوم
سومین نقطهٔ وارسی در مرحلهٔ متافاز در میتوز واقع شده‌است. این نقطه کنترل می‌کند که آیا سانترومرهای کروموزوم‌ها به‌طور دقیق به رشته‌های دوک متصل شده‌ و در استوا (وسط) یاخته آرایش یافته‌اند یا خیر.